# 石田敏徳
石田 敏徳（いしだ としのり、1966年 - ）は、日本のノンフィクション作家、スポーツライター。
東京都出身。早稲田大学第二文学部文芸学科卒。産経新聞東京本社に入社し、傘下新聞・サンケイスポーツの中央競馬担当記者を歴任。1993年独立し、ノンフィクション作家となる。
2014年、ステイゴールドが種牡馬として成功するまでの道のりを血統のつながりを通して導き出すノンフィクション作品『黄金の旅路　人智を超えた馬・ステイゴールドの物語』を上梓し、JRA賞馬事文化賞受賞者となった。